# حزب سوسیالیست اروگوئه
حزب سوسیالیست اروگوئه (به اسپانیایی: Partido Socialista del Uruguay‎) یک حزب سیاسی سوسیالیست در کشور اروگوئه است.

## تاریخچه
این حزب در سال ۱۹۱۰ تاسیس شد. رهبر و سخنگوی اصلی آن دکتر امیلیو فروگونی ، مدافع برجسته اندیشه های سوسیالیستی در اروگوئه بود. ارگان اصلی آن روزنامه Germinal بود که بعداً El Sol جایگزین آن شد.
این حزب بین سالهای ۱۹۳۲ و ۱۹۴۰ عضوی از حزب کارگر و انترناسیونال سوسیالیست بود. در سال ۱۹۵۱ به اینترنشنال سوسیالیست پیوست، که بعداً در سال ۱۹۶۰ آن را ترک کرد و در سال ۱۹۹۹ به آن پیوست. در سال ۲۰۱۷ این حزب بار دیگر از سوسیالیست انترناسیونال کناره گرفت و به اتحاد پیشرو پیوست.
در سال ۱۹۷۱، این حزب یکی از اعضای بنیانگذار جبهه گسترده بود، یک ائتلاف چپ نسبت به پیروزی در انتخابات ۲۰۰۵، همچنین یکی از اعضای وابسته خود ، تاباره واسکز، را به عنوان رئیس جمهور انتخاب کرد.